# Wyclef Jean
Wyclef Jean (* 17. října 1969, Croix-des-Bouquets, Haiti) je haitsko-americký hudebník a producent, bývalý člen hip hopové formace The Fugees, který se po rozpadu skupiny vydal na sólovou dráhu. Hudba Wyclefa Jeana je převážně kombinace hip hopu, rapu, soulu, reggae a haitské hudby.

## Soukromý život
Narodil se na Haiti v rodině evangelického pastora, poté se s rodinou přestěhovali do USA, kde vystřídali několik měst, než se natrvalo usadili v New Jersey. V roce 1994 se Wyclef oženil s Marií Claudinete. V roce 2005 spolu adoptovali jejich dceru Angelina Claudinelle Jean.
Jeho bratranec Prakazrel Samuel Michel (známý jako Pras) byl s Wyclefem a s Lauryn Hill členy formace The Fugees. Jeho strýc Raymond Alcide Joseph je známým politickým aktivistou, diplomatem a novinářem, a haitským ambasadorem ve Spojených státech. V roce 2010 se spolu s Wyclefem se angažovali při pomoci zemětřesením postiženému Haiti.

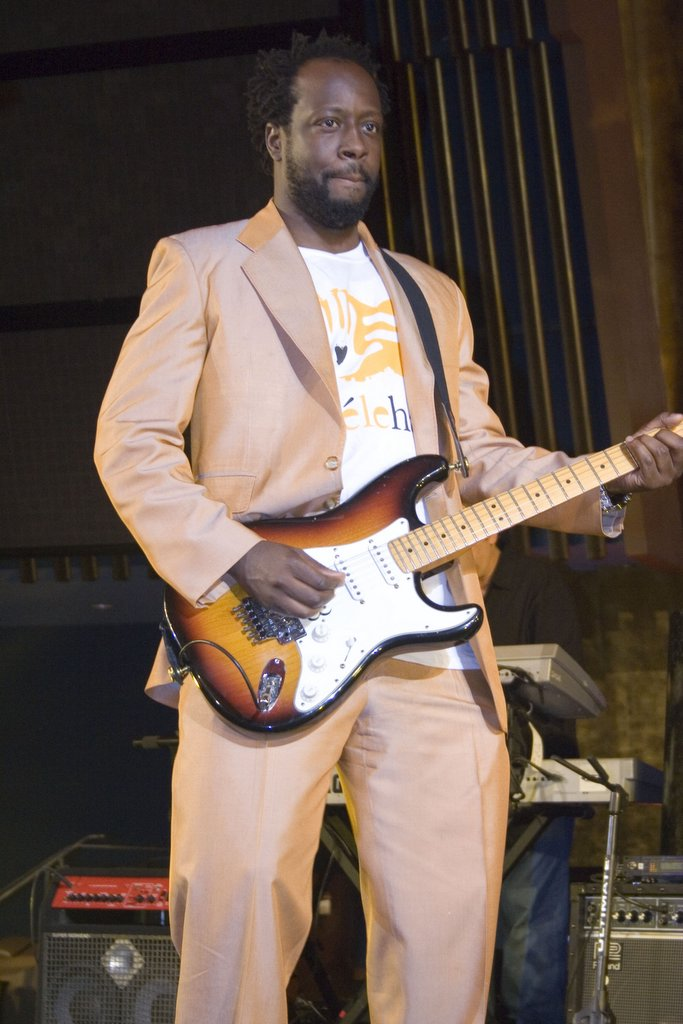
Wyclef Jean

5. srpna 2010 Wyclef Jean oficiálně oznámil svoji kandidaturu na haitského prezidenta za stranu Viv ansanm ve volbách hlavy státu 28. listopadu 2010. Jeho kandidatura však byla zamítnuta s tím, že prezidentem se může stát jen člověk, který žil na Haiti nepřetržitě pět let před datem voleb. Hlava státu nakonec stejně zvolena nebyla, protože výsledky, podle nichž vyhrála Marlene Madigatová, žádná ze stran neuznala.

## The Fugees
Poté, co ho Pras seznámil s Lauryn Hill, vznikla formace The Fugees, která se ve 2. polovině 90. let stala jednou z nejslavnějších a kritiky hodnocenou jako jednou z nejlepších hip hopových skupin. Se dvěma vydanými alby z nichž druhé The Score se stalo celosvětovým bestsellerem a skupina se nesmazatelně zapsala do hudební historie.
Jejich první album Blunted on Reality producenta Ronalda Khalise Bella vyšlo v roce 1994. Na 49. příčce americké hitparády HOT 100 se umístil singl Nappy Heads (Mona Lisa). Dalšími singly byly Vocab a Boof Baf. Zlom přišel však v roce 1996 kdy se jejich druhé album The Score dostalo na 1. pozici v prodejnosti ve Spojených státech a zabodovalo na celém světě na předních příčkách hitparád. Za toto album si odnesly následující rok dvě ceny Grammy za nejlepší rapové album roku a za nejlepší rhytm and blues přednes s písní Killing Me Softly With This Song. Na albu se také objevily cover verze hitu Boba Marleyho No Woman No Cry, předělávkou Ready or Not od skupiny The Delfinics s použitím úvodního samplu písně Boadicea od zpěvačky Enyi, nebo už zmiňovaná Killing Me Softly With This Song od Roberty Flack. Singly byly vydány tři a to Fu-gee-la z roku 1995, Killing Me Softly a Ready or Not z roku 1996. Po celém světě se prodalo na 18 000 000 kusů alb. Poté se skupina rozpadá a začíná své sólové projekty.

## Sólové projekty
Ve své sólové kariéře vydal Wyclef celkem 9 alb, kde první dvě zaznamenaly poměrně velký úspěch. V roce 1997 vydal své první sólové album s názvem The Carnival, kde hostují exčlenové The Fugees Lauryn Hill a Pras, Celia Cruzová a The Neville Brothers. Singly z toho alba jsou Gone Till November, We Trying to Stay Alive, Guantanamera a To All the Girls.
Další albu vydal v roce 2000 pod názvem The Ecleftic: 2 Sides II a Book. Na albu opět hostuje mnoho umělců jako zpěvák Youssou N'Dour, Mary J. Blige se kterou nahrál nejúspěšnější singl z alba s názvem 911, duo Melky Sedeck, zpěvačka Whitney Houston, se kterou na album přepracoval její skladbu My love is Your Love, kterou pro ni sám napsal, nebo kde přepracoval do své podoby známou píseň Wish You Were Here od skupiny Pink Floyd.
Před albem největších hitů z roku 2003 vydal ještě album Masquerade ze kterého pochází úspěšný singl The Wrongs a tentýž den jako album největších hitů vydal album The Preacher's Son. Kompilace největších hitů je tedy postavena ze 4 dosavadních alb. Album také obsahuje píseň od Boba Marleyho kterou předělal se skupinou The Fugees, No Woman No Cry.
V roce 2004 vydal album Welcome to Haiti, Creole 101, které je oproti jeho předchozím dílům více ovlivněno karibskou hudbou. Další vychází v roce 2007 pod názvem Carnival Vol. II: Memoirs of an Immigrant jako pokračování jeho debutového alba The Carnival z roku 1997. V roce 2009 vyšlo album From the Hut, To the Projects, To the Mansion založené na vyprávění fiktivní postavy z období haitské revoluce v 18. století.
V roce 2010 vydal album If I Were President: My Haitian Experience, které je pojmenované podle jeho pokusu stát se prezidentem Haiti.

## Diskografie

### Studiová alba
| Rok  | Album | Nejvyšší umístění v hitparádě | Nejvyšší umístění v hitparádě | Nejvyšší umístění v hitparádě | Nejvyšší umístění v hitparádě | Ocenění                               |
| Rok  | Album | US 200                        | US R&B                        | UK                            | CAN                           | Ocenění                               |
| ---- | --- | ----------------------------- | ----------------------------- | ----------------------------- | ----------------------------- | ------------------------------------- |
| 1997 | The Carnival - Vydáno: 24. března 1997 - Vydavatel: Sony Music Ent., Columbia                                    | 16                            | 4                             | 40                            | -                             | US: 2x platinové CAN: platinové       |
| 2000 | The Ecleftic: 2 Sides II a Book - Vydáno: 25. července 2000 - Vydavatel: Columbia                                | 9                             | 3                             | 5                             | 7                             | US: platinové CAN: zlaté UK: stříbrné |
| 2002 | Masquerade - Vydáno: 18. července 2002 - Vydavatel: Columbia                                                     | 6                             | 2                             | 30                            | -                             | US: /                                 |
| 2003 | The Preacher's Son - Vydáno: 7. října 2003 - Vydavatel: J Records                                                | 22                            | 5                             | -                             | -                             | US: /                                 |
| 2004 | Welcome to Haiti: Creole 101 - Vydáno: 5. října 2004 - Vydavatel: KOCH Rec.                                      | -                             | -                             | -                             | -                             | US: /                                 |
| 2007 | Carnival Vol. II: Memoirs of an Immigrant - Vydáno: 4. prosince 2007 - Vydavatel: Columbia                       | 28                            | 9                             | -                             | -                             | US: /                                 |
| 2009 | From the Hut, To the Projects, To the Mansion - Vydáno: 10. listopadu 2009 - Vydavatel: Carnival House, Columbia | 171                           | 36                            | -                             | -                             | US: /                                 |
| 2010 | If I Were President: My Haitian Experience - Vydáno: 3. prosince 2010 - Vydavatel: Columbia, Sony Music          | -                             | -                             | -                             | -                             | US: /                                 |
| 2017 | J'ouvert - Vydáno: 3. února 2017 - Vydavatel: HEADS Music, E1                                                    | 117                           | 48                            | -                             | 50                            | US: /                                 |
| 2017 | Carnival III: The Fall and Rise of a Refugee - Vydáno: 15. září 2017 - Vydavatel: Sony Music                     | 112                           | 14                            | -                             | -                             | US: /                                 |

### Kompilace
- 2003 - Greatest Hits

### EP
- 2010 - If I Were President: The Haitian Experience

### Úspěšné singly

#### Solo
- 1997 - We Trying to Stay Alive
- 1997 - Guantanamera
- 1998 - Gone till November
- 1998 - Cheated (To All The Girls)
- 2000 - 911 (ft. Mary J. Blige)
- 2002 - Two Wrongs (ft. Claudette Ortiz)
- 2003 - Party to Damascus (ft. Missy Elliott)
- 2007 - Sweetest Girl (Dollar Bill) (ft. Niia, Akon a Lil Wayne)

#### Hostující
- 1997 - Destiny's Child - No, No, No (ft. Wyclef Jean)
- 2000 - Carlos Santana - Maria Maria (ft. Wyclef Jean)
- 2006 - Shakira - Hips Don't Lie (ft. Wyclef Jean)